# Allacta transversa
Allacta transversa är en kackerlacksart som beskrevs av Bei-Bienko 1969. Allacta transversa ingår i släktet Allacta och familjen småkackerlackor.
Artens utbredningsområde är Vietnam. Inga underarter finns listade i Catalogue of Life.